# Paul Revere (cantante)
Paul Revere (7 de enero de 1938 - 4 de octubre de 2014) fue un músico estadounidense, conocido por ser el líder, teclista y (al dejar caer su apellido para crear el nombre artístico) tocayo de Paul Revere & The Raiders. La banda se hizo famosa por una serie de éxitos (afirman 23 seguidos) desde principios de la década de 1960 hasta principios de la de 1970 y colocó a Revere en la posición de una celebridad.

## Carrera
Revere nació en Harvard, Nebraska. Él era el "hombre de las ideas" detrás del grupo. Incluso antes del grupo, estaba convencido de que había un lugar para una combinación de música y humor después de ver Spike Jones & His City Slickers. Después de tomar lecciones de piano, emuló el estilo de Jerry Lee Lewis. Revere creció en una granja cerca de Boise, Idaho. Después de asistir a la escuela de peluquería, abrió una barbería y un restaurante autocine en Caldwell, Idaho. Mientras compraba panecillos de hamburguesa en una panadería local, conoció a un adolescente Mark Lindsay. Los dos se convirtieron en la base de la banda en 1959.
La banda originalmente comenzó
a llamarse a sí mismos Downbeats. Cuando comenzaron a grabar, los ejecutivos de las compañías discográficas odiaban el nombre y tomaron su nombre como un adorno de su nombre. Hizo que la banda se vistiera con uniformes de la Guerra Revolucionaria, lo que le dio a la banda un aspecto distintivo.

"Éramos visuales, divertidos y locos y fuimos la respuesta de Estados Unidos a la Invasión británica. truco.". ... Simplemente estábamos en el momento correcto, teníamos el nombre correcto y teníamos el truco correcto ".

Revere era el enérgico alivio cómico, el loco del rock and roll,roll, en contraste con la apariencia de ídolo adolescente de Lindsay. Él presionó por elementos de espectáculo, incluyendo que el guitarrista de la banda, originalmente Drake Levin, y el bajista, originalmente Phil Volk, realizaran movimientos de baile sincronizados. 
A partir de 1965, la banda se convirtió en la banda de la casa del Dick Clark  ABC programa de variedades vespertino de lunes a viernes "Where the Action Is", la primera banda activa en las listas de éxitos para asumir tal estatus. Después de que el programa fuera cancelado en 1967, la banda continuó su posición de banda de casa en los programas de ABC los sábados por la tarde  Happening '68 , y más tarde  It's Happening . El cantante principal Mark Lindsay y Revere se convirtieron en los presentadores de los programas, mientras que el resto de la banda agregó comedia slapstick al programa.

## Muerte
Revere continuó el legado de la banda hasta mediados de 2014 cuando su batalla contra el cáncer lo obligó a retirarse. Dejó a su hijo Jamie para continuar con el legado. Murió en Garden Valley Idaho el 4 de octubre de 2014, a los 76 años.